# Paola Andrea Rey
Paola Andrea Rey (ur. 19 grudnia 1979 roku w Bucaramandze) – kolumbijska aktorka.

## Kariera
Zanim jeszcze zaczęła grać w spektaklach postanowiła podszkolić swe umiejętności aktorskie i zaczęła brać udział w przeróżnych kursach. Porzuciła studia inżynierskie i poświęciła się grze aktorskiej. Poświęcenie i praca opłaciły się. Już pod koniec tego samego roku otrzymała nagrodę TV&Noveles jako telewizyjne odkrycie roku. W 1998 r. Paola zagrała w 2 telenowelach "Castillo de Naipes" i "Corazon Prohibido". W następnych latach podpisała kontrakt z wytwórnią TV Columbia. W roku 1999 zagrała w telenoweli "Por gue Diablos?" Rok 1999 to czas, kiedy Paola zagrała w wielu telenowelach z wytwórni Coracol Tv Columbia oraz otrzymała rolę Fabioli w "Lo baby sister". Zagrała także w kilku reklamówkach. W 2006 r. reklamowała produkty Neutrogeny, a 2003 r.  szampony Head and Shoulders oraz samochody Toyoty. Paola jest również modelką. Na przełomie roku 2003/2004 zagrała w "Pasion de Gavilenes", która odniosła ogromny sukces.
Znalazła się na liście 50 najpiękniejszych Latynosów roku 2005 przygotowanej przez magazyn "People en Espanol". 

## Filmografia
- 2009: Detektywi i Wiktor (Las Detectivas y El Victor) jako Chavela
- 2007: Decyzje (Decisiones) jako Camila
- 2006: Miłość na sprzedaż' (Amores de mercado) jako Lucia Martinez
- 2004-2005: Kobieta w lustrze (La Mujer en el espejo) jako Juliana Soler / Maritza Ferrer
- 2003-2004: Gorzka zemsta (Pasión de gavilanes) jako Jimena Elizondo
- 2002: Jak kot z myszką (Como el gato y el ratón) jako Giovanna Cristancho
- 2000: Niania (Baby Sister, La) jako Fabiana Estrella Rivera Chitiva
- 1999: Dlaczego diabełki? (¿Por qué diablos?) jako Jazmin 'Jaz' Cordero
- 1998: Jazmin Coredo
- 1998: Fuego verde jako Graciela
- 1998: Sin limites jako Camila
- 1998: Corazón prohibido